# Maple Town Stories
Maple Town Monogatari (яп. メイプルタウン物語 Мэйпуру Таун Моногатари, Истории Мейпл-тауна или Истории Кленового города) — японский аниме-сериал, созданный студией Toei Animation, всего были выпущены 52 серии аниме, которые впервые транслировались по телеканалу TV Asahi с 19 января 1986 года по 11 января 1987 года, а в 1987 г транслировался второй сезон, под названием «Новые истории Кленового города: Патти в Пальмовом городе», и который насчитывает 44 серии. Сюжет повествует о приключениях крольчихи Патти, медвежонка Бобби и их друзей в маленьком утопическом городке Мэйпл-тауне, населённом антропоморфными животными. Во втором же сезоне Патти переезжает в Пальмовый город, где также заводит новых друзей и где некоторые персонажи из первого сезона делают свои камео
Вместе с выходом сериала производились серии коллекционных фигурок животных с возможностью менять им одежду, покупать мебель, дома и велосипеды. Игрушки распространялись компанией Tonka на территории США.
До 90-х годов в США, Западной Европе и Японии для покупки были доступны VHS кассеты, последний DVD-выпуск с аниме-сериалом можно было купить в 2009 году в Испании и Венгрии.

## Сюжет
Действие происходит в маленьком городке Мейпл-таун, расположенном среди дремучего леса, который населяют маленькие и дружелюбные зверьки. Туда приезжает крольчиха Патти вместе со своей семьёй, однако в поезде сумку отца крадёт волк-разбойник по имени Гретель и сбегает в лес. Патти в одиночку отправляется в лес, где случайно знакомится с медвежонком Бобби. Вместе им удается перехитрить волка и вернуть папину сумку. Отец семьи кроликов начинает работать почтальоном, а между Патти и Бобби образуется крепкая дружба. В то же время им предстоит помогать жителям города и срывать корыстные планы Гретеля. Хотя бывают моменты, когда зверята и волк друг другу помогают.

## Производство
Над созданием сериала совместно работали студии Toei Animation, Asatsu и Asahi, над созданием сериала работал Тифудэ Асакура, режиссёром выступил Дзюнъити Сато, известный своей работой над Сейлор Мун. Также над созданием сериала работал Кунихико Икухара, который также позже будет работать над созданием сериалов Сейлор Мун и Юная революционерка Утэна. Икухара исполнял обязанности помощника директора и руководителя производства для нескольких поздних серий.

## В США
В октябре 1986 года производитель игрушек Tonka приобрел за 2,5-3 миллионов долларов права на распространение игрушек в США. В следующем году была развёрнута реклама. Параллельно в английской дублированной версии аниме-сериала были добавлены в начале и конце дополнительные сегменты с участием американской актрисы Дженис Адамс в роли «миссис Мейпл» которая была единственным человеком, обитавшим в городке Мейпл и давала уроки морали.
Над дубляжом сериала работали компании Saban Entertainment и The Maltese Companies.

## История трансляции
Впервые сериал транслировался утром по воскресеньям в Японии по телеканалу TV Asahi с 19 января 1986 года по 11 января 1987 года. После окончания трансляции аниме, на телеэкраны вышел второй сезон New Maple Town Story: Palm Town Chapter (яп. 新メイプルタウン物語-パームタウン編  Син Маппуру Таун Монотагари: Паруму Таун Хэн, Новые истории Мейпл-тауна).
В конце 1986 года компания Saban Entertainment транслировала сериал на территории США, там же производитель игрушек Tonka массово продавал коллекции игрушек персонажей из аниме и аксессуары для них. Tonka инвестировала 7 миллионов долларов США на телевизионную рекламу своих игрушек. Сериал вплоть до 2 апреля 1992 года транслировался по телеканалу Nickelodeon. Изначально было анонсировано о выпуске 65 серий, однако только 15 из них реально вышли.
В конце 1980-х и начале 1990-х годов, мультсериал был дублирован на нескольких языках Европы и транслировался в разных странах. В Испании сериал вышел в эфир по телеканалу TVE в 1987 году, под названием La aldea del arce, он также транслировался в Голландии по телеканалу RTL 4, как Avonturen in Maple Town, в Финляндии под названием Seikkailumetsä, в Швеции, как Äventyrsskogen, а также в Венгрии по телеканалу RTL Klub channel, как Juharfalvi történetek.
Как и в Японии, некоторые страны транслировали у себя оба сезона аниме-сериала, в Италии сезоны транслировались по телеканалу Italia 1 под названием Maple Town: Un nido di simpatia, и Evviva Palm Town. Объединённые 2 сезона также транслировались по французскому телеканалу FR3 под названием Les petits malins, в Польше по телеканалу Nasza TV под названиями Opowieści z Klonowego Miasteczka и Opowieści z Palmowego Miasteczka и в Гонконге по телеканалу ATV в 1991 году.
В России, оба сезона аниме-сериала транслировали в середине 90-х годов с повтором примерно в 2005 году на канале 2x2, под названиями: Мейплтаун — город клёнов (1-й сезон) и Новые истории города клёнов: Патти в пальмовом городе (2-й сезон)